# Peștera din Valea Rea
Peștera din Valea Rea este una din cele mai mari și mai dificile din România.

## Localizare
Peștera se află în zona Valea Rea - Cornu Munților la 1350 m altitudine în apropierea golului alpin în partea nord-vestică a platoului carstic Padiș.

## Istoric
În 1986 o echipa formată din Liviu Vălenaș și Adrian Vălenaș de la Z Oradea descoperă o gură de aven , situată la 1350 m altitudine în apropierea golului alpin. Avenul este explorat abia în 1987 până la o strâmtoare situată la -29. Obstacolul este derocat și se descoperă o succesiune de strâmtori care duc pe buza unui puț, din care răzbate zgomotul produs de un curs de apă.
Explorările avansează greu datorită dificultăților de pe parcurs. Cota -118 este atinsă abia în 1990, în urma unor acțiuni complexe, desfășurate de către o echipă interclub, formata din "Z" Oradea, "Speotelex", "Labirint" București, Speo.Comp.Paragina.
În 1993 este în fine găsită continuarea, sub forma unui pasaj suspendat deasupra terminusului de la -118. După un traseu complicat, presărat cu numeroase strâmtori, se coboară la -140 la un lac-sifon. Aici se  explorează peste 1 km de râu subteran, atingând la cota de -240 sifonul din Sala cu Nisip. Urmează trei noi ture de explorare în care pe lângă identificarea unui etaj fosil este descoperit Labirintul Ascuns, care asigură un acces mult mai ușor în profunzimile cavității. Continuarea din Sala cu Nisip este descoperită în luna august a aceluiași an. În 1994, când în urma unui bivuac cu o participare numeroasă se atinge Sifonul  de la Capătul Lumii (-264). Sunt descoperirea apoi Sala Giganților (104/40/30 m) și escaladarea pe +71 m a cascadei V, Speo Club Romaentilatorului. După o perioadă de relativă "stagnare" a descoperirilor, în 1996 se depășește sifonul de la -264 și se atinge un nou sifon la -320. Dezvoltarea actuală a P. din Valea Rea este de 21 km.
Cucerirea zecilor de km s-a putut face datorita tenacității echipelor de explorare din care au făcut parte: M.Botez, M. Burcu, H.Corbeanu, P.Damm, R.Daniel, I.Dezsõ, C.Gagea, G.Keserű, F.Magyari, H.Mitrofan, K.Moréh, K. Perényi,D.Pitic, R.Pop, Simone Re, Sz.Szűcs, G.Șchiopu, A.Valenaș, L.Valenaș, R.Vâlceleanu, J.Zih, I.Zima.

## Descriere
Peștera din Valea Rea este una din cele mai dificile din România. Un sistem complex de galerii orizontale, puțuri și hornuri verticale, săli gigantice, curs de apă subteran care străbate canioane, gururi, marmite turbionare tapetate cu lingurițe  . Aici se află cea mai înaltă cascadă din România, Cascada Ventilatorului de 82 m dintr-o bucată. Formațiuni de depunere și prelingere foarte numeroase si deosebit de frumoase sunt net depășite de cele de cristalizare. Un adevărat muzeu al mineralogiei se înșiră de-a lungul galeriilor. Nu un muzeu cu exponate de duzina. Numai rarități și inedite. Geologii au identificat 37 de minereuri, din care 6 necunoscute până atunci, 23 în compoziția unor speleoteme. Aragonit , gips, cuarț, celestit, malachit, rodocrozit, metatyuyamunit... Cristale de gips, formațiuni calcit-aragonit, stalactite, stalagmite, cristale pe zeci de mii de metri pătrați, în toate mărimile si culorile posibile. Peștera oferă cea mai mare bogăție și varietate a cristalizărilor de gips existentă în România.

## Condiții de vizitare
Peștera este declarată rezervație științifică, accesul turistic fiind strict interzis.